# 必殺仕事人2009
『必殺仕事人2009』（ひっさつしごとにん にせんきゅう）は、朝日放送とテレビ朝日が共同製作し、テレビ朝日系列で放送された時代劇。主演は東山紀之。
必殺シリーズの第31作、必殺仕事人シリーズの第10作、中村主水シリーズの第16作にして最終作である。また、朝日放送『必殺仕事人』シリーズ30周年記念、テレビ朝日開局50周年記念作品である。
ここでは、新春スペシャル版・連続ドラマ版の両方について解説する。

## 概要
テレビ朝日系で2007年7月7日に放送された『必殺仕事人2007』（以降、『2007』と表記）の視聴率が、関東地区で20.9%、関西地区で24.0%と好調だったことから、『2007』のキャストを引き継ぎ『必殺仕事人2009』として連続ドラマ化が決定した。劇中の時系列では『2007』から二年後という設定で、藤田まこと演じる“番組の顔”としての中村主水と、東山紀之演じる“物語の主人公”としての渡辺小五郎、という二枚看板での本格的な始動となる。
旧シリーズ当時、ジャニーズ事務所に所属していたひかる一平演じる西順之助の登場以来、『必殺仕事人』シリーズとジャニーズ事務所は密接な関係にあったが、本作品では主演の面々に加え、テーマ曲を東山・松岡・大倉によるユニット“The SHIGOTONIN”が務めるなど、今まで以上にジャニーズ事務所のアイドルが露出する内容となっている。また、中村主水を演じる藤田まことにとっては、食道癌による休養からの復帰第1作となった。大倉・田中（10代）、松岡（20 - 30代）、東山（40代以降の女性視聴者）三世代の異なる年代を配し、マニアと呼ばれるコアファン層に向けては不変の中村主水を演じる藤田まことを据えて、幅広い視聴者層をターゲットにしている。後期仕事人シリーズと同様に、放映当時の現代日本の世相を番組内容に取り込んだり、それらをパロディ化したシーンも少なくなかった。
レギュラーシリーズとしては初となる、独立したエンディングを持たない作品（本編エピローグに重ねて主題歌とスタッフロールが流れる）。
BGMは、『必殺仕掛人』のオープニングテーマを流用したオープニングをはじめ、旧作品からの流用が中心となっている。
作風は、初期のシリーズに回帰することを前提としており、ハードな印象のものになった。放送期間が延長され2クール目を迎えると、源太が壮烈な死を遂げてしまうなど、さらにハードな展開になったが、小五郎とこう・ふく、涼次と如月のコミカルなやり取りや、源太と作太郎の血の繋がりを超えた親子愛も強調され、シリアスになりすぎないための配慮がなされている。

### 新春スペシャル版
連続版の開始5日前に当たる2009年1月4日の日曜日21:00 - 23:09（通常は「日曜洋画劇場」の枠）に、連続版の事実上の初回となる2時間スペシャルを放送した。視聴率は関東地区18.6%、関西地区25.8%（いずれもビデオリサーチ調べ）であった。ラストシーンがそのまま連続ドラマに繋がる形になっている。

### 連続ドラマ版
2009年1月9日から6月26日まで毎週金曜日21:00 - 21:54に連続ドラマとして放送された。必殺シリーズの連続版では初めてのハイビジョン制作になる。
必殺シリーズが連続版として放送されるのは、火曜9時枠で放送していた『必殺仕事人・激突!』終了以来16年10か月ぶり（番組宣伝では17年ぶりと表記している）となり、テレビ朝日系列で放送される連続版の時代劇としては、『素浪人 月影兵庫』終了以来1年4か月ぶり、テレビ朝日系金曜夜9時枠で時代劇が放送されるのは、当時のネット局であった毎日放送が制作を手掛けた1974年の『幡随院長兵衛お待ちなせえ』（毎日放送・東宝・俳優座映画放送制作）終了以来34年3ヶ月ぶりである。ちなみに同枠は後番組が現代劇ドラマ『コールセンターの恋人』となったため、必殺シリーズ新作はここで途絶え、テレビ朝日系列の連続時代劇は『信長のシェフ』まで待つことになる。テレビ朝日系金曜夜9時枠が三度連続ドラマ枠となった2006年4月から2011年3月までの約5年間、放送されたドラマの中では本作が唯一の時代劇で、本作以降、テレビ朝日系金曜夜9時枠では現在に至るまで時代劇は一切放送されていない。
従来の作品ではメインタイトルに続けてサブタイトルが表示されていたが、本作では話数が表示されており、サブタイトルは映像には表示されない。放送リストのサブタイトルは新聞テレビ欄用に作成されたものである。最終話はオープニングなしで本編から始まり、メインタイトルと話数は本編映像に重ねる形で表示された。また、前述のとおり独立したエンディングがないほか、クレジットではナレーター（本作では「語り」と表記）を除き役名の表記が一切ないのも従来と異なる。
当初は1クールの放送予定であったが、先述のとおり高視聴率を獲得したため、放送期間が2クールに延長された。
4月7日、公式サイトにて源太役の大倉が第11話にて卒業（殉職）することを明らかにし、大倉のみ1クールの出演となった（12話および最終話には回想シーンのみの登場）。後任として13話からKAT-TUN（当時。現フリー）の田中聖が加わっている。
基本的には1話完結だが、前後編構成の2週完結となる複雑なストーリーのエピソードも作られた（第10話 - 第11話及び第12話 - 第13話及び第21話 - 最終話）。
基本的な挿入歌は「仕事人出陣」で纏められているが、稀に過去の必殺シリーズのBGMを使用することもある（『助け人走る』の『望郷の旅インストゥルメンタルII』など）。
全22話の平均視聴率は関東地区が11.7%、関西地区が16.2%で、最高視聴率は関東地区が14.7%、関西地区が21.9%（共に初回）だった（いずれもビデオリサーチ調べ）。
2010年3月に、続編となるスペシャルドラマ『必殺仕事人2010』の制作が発表され、同年7月10日に放送された。2010年2月に、長年主水役として必殺シリーズに出演してきた藤田まことが死去したが、藤田の元所属事務所から「藤田も新しいメンバーとの『必殺』を喜んでいた」と聞かされ、追悼の意味を込めて制作されたという。藤田もオープニングと回想シーンのみではあるが登場し、エンディングには藤田の名も表記されている。キャストは、本作とほぼ同じ。

## 出演者

### 仕事人
渡辺小五郎（わたなべ しょうごろう）
演 - 東山紀之（少年隊）
南町奉行所の定町廻り同心。表の顔は中村主水と同様に昼行灯で、忙しいことが何より嫌いなマイペース主義者。作中では昼行灯と呼ばれることは殆ど無く、周りからは変わった人物と見られることが多い。市中見廻りと称して芝居見物に興じており、仕事をさぼることにかけては主水も呆れるほど。
渡辺家の婿養子で、嫁と姑から豪華な食事や弁当を用意されるなど、主水とは対照に過保護な環境に辟易している。好物は主水とは対照的に質素な物を好むが、第15話で、川兆御用達の「玉露の茶漬け」の味を気に入り、話の終盤で、茶漬けの費用一品が掛かりすぎて、ご飯に梅干のみという質素倹約な食事で、ぼやいていた。
今作から登場した仕事人の中では裏の仕事のルールについて厳粛にわきまえており、血気にはしったり情に流されがちな涼次や源太、匳をたびたび戒めている。そのシビアさは仲間内だけにとどまらず、第10話では仕事から降りつつも、涼次の殺しを目撃した頼み人を躊躇せずに斬り捨てた。
出会ったばかりの仕立て屋の匳が「小五郎が仕事人」とばらさない為の取引を一蹴した際、主水からは「なぜ二度も見逃した」と問われるが、「無駄な殺生はもうしない」と笑って済ませるも、主水の言葉が重くのしかかり、自分自身も仕事人の掟に従えなかったことを悔やむ場面もある。
また、第21話で怒りの余り衆目の前で刀を抜きかけたり、最終話では頼み人が瀕死とはいえ、正体を明かしてしまうなど、情に突き動かされ仕事人としての掟を逸脱しそうになったこともある。
お富の正体が指名手配中の女詐欺師であることを早くから見抜いたり、自分に嫌疑が掛けられていた殺人事件の真犯人を独自調査で突き止めたりするなど優秀。しかし普段は「無能な同心」を装っているため、奉行所や幕府内部でも彼の実力を知る者は殆どいない。このあたりは『必殺仕置人』当時の主水の初期設定と共通している。
第21話で突如現れた謎の鬼面集団に最初は躊躇するが、最終話で鬼面のニセ仕事人の正体が奉行所の同僚である伝七であったことに驚愕する。伝七の本当の気持ちを知り、やるせないままの現状を振り切って加納一派に命を狙われている大老の松坂を渾身の一刀両断で葬り、さらに暗殺を企てていた加納自身も主水の手によって葬られ、作中最後の大仕事を完遂した。
経師屋の涼次（きょうじやのりょうじ）
演 - 松岡昌宏 (TOKIO)
伊賀の抜け忍。掛け軸や襖絵の補修を行う経師屋・絵師を表稼業とする。左利きだが、右手で絵を描いている描写も存在する。
小五郎とは衝突が絶えず、匳とも険悪な雰囲気になっているが、仕事の際には連携している。食事に並々ならぬ執念を持っているのは相変わらず。表稼業より裏稼業に力を入れており、裏の儲けを食道楽に注ぎ込んでいる（自宅での自炊が主である。また、自分で捌いたフグ鍋にあたったことがある）。稀に、裏の仕事の際に絵師の仕事を取り入れることがある。
ぶっきらぼうな振る舞いをしているが情には脆く、如月のことは口には出さずとも大切に思っている。源太のことも気にかけているようで、新春スペシャルでは裏稼業への迷いを見せる源太に、自分たちが地獄に落ちる身であるとした上で「どうせ地獄に落ちるなら、落ちるべき奴を先に送ってやるまでだ」と自身の矜持を語っている。
第10話で伝七に殺し道具を調べられたものの、主水が錐を抜いたため、難を逃れた。
昔の恋人のおゆきと再会した折に川兆の女将になることを打ち明けられて喜ぶが、彼女が川兆を乗っ取ろうとしていることを知り、お菊や小五郎の反対を押し切って自らの手でおゆきを葬った。
第21話にて突如現れた鬼面集団・ニセ仕事人の登場で仕事の調子を狂わされ刀を奪い奮戦するも、敗退。加納肥後守実守一派に囚われの身となり、最終話では凄惨な拷問を受けて死の寸前まで追い込まれたが、口を割らなかった。乗り込んだ小五郎に助けられ一命を取り留めた彼は、わずかに残された体力を頼りに一派の一人・巳ノ助を仕留めた。仕事を終えて後日、如月と共に江戸から旅立っていった。
『2010』では田舎に身をひそめていたが、ひそかに江戸に舞い戻り如月と再会。如月が江戸から出ていくという条件で依頼を受けた。
からくり屋の源太（からくりやのげんた）
演 - 大倉忠義（関ジャニ∞）
からくり仕掛けを作る職人だが、『2007』で殺された恋人・薫の遺した小料理屋「その」を、彼女の息子の作太郎と共に板前として支えている。設定年齢22歳。
薫の仇を取るために仕事人になったが、その後も仕事人としての自分に苦悩し続けていた。しかし、その悩みを小五郎に一蹴され、「このまま行けば、お前はいずれ必ずヘマをする。その時は俺がお前を斬るぜ」と断言される。
その危惧は現実となり、迷いを抱えたまま仕事に臨んだ源太は殺しに失敗し、蘇生した標的に逆襲され、返り討ちで撲殺した直後、標的の遺体近くから立ち去ろうとする現場を大河原伝七に目撃されるという大失態を犯す。主水と涼次の手助けでその場は切り抜けたものの、小五郎達は源太の仕事人としての限界を感じていた。
「行き別れの母」と偽る近江の女狐 お冨への情けに流され、心を許してしまった直後に胸を刺され、致命傷を負う。最期は力を振り絞ってお冨を葬り去り、そのまま息絶えた。遺骸は小五郎たちによって火葬されたが、小五郎の言葉が暗示するかのように、直前に閉じていた眼を見開き、炎の中へ落ちていくという演出がなされた。
必殺シリーズでは、過去にも殉職者は多数出ているが、テレビシリーズの中盤において殺しの実行役が殉職したのは『新・必殺からくり人』の噺し家塩八以来となった。
最終話のエンディングで、お菊が源太の墓参りに訪れた際の回想として、12話振りの再登場を果たした。
仕立て屋の匳（したてやのれん）
演 - 田中聖 (当時KAT-TUN)
源太に代わり、第13話から登場。第12話の時点で、小五郎の追う外道を瞬殺で仕留めていた。表稼業は腕のいい仕立て屋だが、素行が悪く、酒に酔って騒いだり、ゆすりを働いたりして「悪たれの匳」と悪名を轟かせている。
しかし心根は優しく義侠心に溢れ、社会的弱者を見過ごすことが出来ない性格。子供好きで近所の子供たちを対象に裁縫教室を開いており、帳外れの集団で知り合った弟分の伊助らに仕立てを覚えさせて自立させようとした。小五郎チームに加わった後もこの傾向は変わらず、ゴミ屋敷にいた行き場の無い名も無き老人たちの世話に積極的に献身し、彼らが悲劇的な最期を迎えた際は怒りと悲しみを隠せなかった。
ペットは白い文鳥で並々ならぬ愛情を注いでおり、侵入者の察知にも役立てている。最終決戦を前にして一度は文鳥を空へ放つが、生還後に鳥は再び舞い戻ってきた。コンセプトは「池袋のチーマー」。
元は一匹狼の仕事人だったが、弟分の伊助が口入屋の松蔵一味に殺されたことを知り、帳外れ集団を匿っていたことを隠すための取引を一蹴された小五郎達の力を借りるために自ら頼み人となり、松蔵を葬った後に仕事人の仲間入りをする。そのため、源太を含む仕事人の中では唯一、依頼人となった人物でもある。
裏稼業に積極的で、時には独断で人の助太刀に加わろうとしたこともあった。しかし上記の心根から小五郎チームに加わるまで、これまで頼み料を受け取らなかったため、主水から頼み料の意味を「仕事人の道義」として諭されており、それ以降は受け取るようになったが自分の取り分を非常に安く済ませたこともある。
「匳」の名は涼次役の松岡昌宏が命名したもの。時代劇には珍しいピアス着用者で、『新・必殺仕置人』時の念仏の鉄を彷彿させる。中盤から加入する殺しの実行役としては、『助け人走る』における島帰りの龍以来となる。
花御殿のお菊（はなごてんのおきく）
演 - 和久井映見
仕事人グループの元締。情報収集や、仕事の請け負いなどの事務部門を担当する。表向きは常磐津の師匠を生業にしている。殺しに手を染めることはないが、標的を罠に誘うなどして、他の仕事人をサポートすることはある。酒豪のようで、第2話で行ったように酒の飲み比べで、悪人を酔い潰して、殺しやすくすることも。
冷静さと的確な判断力を持つ。
過去に主水と組んで、仕事の実行役をしていたことを匂わせる演出がある。ただし、主水は「（殺しをしたことが）あるぜ」と答えた直後に「冗談だよ」とフォローともとれる発言もしており、その真偽を含め詳細は語られなかった。
同話で窮地に陥った際には、『江戸プロフェッショナル・必殺商売人』のおせいが使用したような刃物を仕込んだ扇子を使おうとしたが、涼次に止められ、本作で腕を見せることはなかった。
玉櫛（たまぐし）
演 - 水川あさみ
流しの仕事人。涼次と同じ伊賀の抜け忍で、懐剣を得物とする。
『2007』に引き続いての登場だったが、新春スペシャルで悪徳商人に狙われた貧乏長屋の住人を守るために小五郎の旧友の浪人 権堂伊左衛門と共闘するも、悪徳商人からの誘惑を前に、出世欲に目が眩んだ伊左衛門に裏切られて斬殺。事件の被害者となる形で退場する事となった。
中村主水（なかむら もんど）
演 - 藤田まこと
歴代の作品で、リーダー・参謀役を務め、長きに渡って、法で裁けぬ悪人達を数多く始末し続けてきた、ベテランの仕事人。本作ではチームリーダーの地位を小五郎に譲ってはいるものの、チームのご意見番として、今なお強い発言力と存在感を持つ。
『2007』までは書庫番で、のんびりしていたが、自身番屋への異動となり、姑のせん、妻のりつからの扱いはさらに酷くなっている。
仕事人としての腕は健在で、若い仕事人たちへの忠告も怠らない。仕事人としての身分が露見しそうになった涼次や源太をフォローし、危機から救う、涼次と匳に共同作戦を張るよう指示するなど、老練さにも一段と磨きがかかっている。
表だけではなく、裏にも親交が深い人間が存在する。かつて、旗本の大槻玄太夫が住んでいた古びたゴミ屋敷で暮らす「始末人のあやめ」もその一人で、あやめが自身に何かあった時に備え、頼み料を託し、他の仕事人と共に、土蜘蛛の一味を葬った。

### その他
如月（きさらぎ）
演 - 谷村美月
玉櫛の妹で、姉を追って江戸に来た伊賀流のくノ一。玉櫛に代わる、新しいキャラクターとして、新春スペシャルのラストシーンより登場。スリの腕は一流だが忍者らしくなく、少女らしい一面も。姉とは違い、関西弁で話す。
彼女は仕事人ではなく、姉や涼次が仕事人であることは知らなかったが、第19話では三番筋の尼寺で仕事人に殺しの依頼を出来ることを涼次から聞き、おみつの仇を討つために頼み人となった。おみつと出会う以前に奥州黒川藩の藤戸又兵衛にも出会っている。
最終話で敵に捕らわれ、涼次の口を割らせるために拷問を受けるが、最後まで涼次が白状しそうになることを制止した。土壇場で小五郎に助けられ、涼次の仕事の現場を目撃して正体を知るが、仕事人の掟を外れ、涼次と共に何事もなかったかのように旅立っていった。
坂本勘助（さかもと かんすけ）
演 - 宇梶剛士
南町奉行所の筆頭同心で、小五郎と主水の上司。生真面目だが、権力にはからっきし弱い事なかれ主義者。
大河原伝七（おおかわら でんしち）
演 - 福士誠治
南町奉行所の定町廻り同心で、小五郎の同僚。小五郎には面倒ごとを押し付けられてばかりいるが、小五郎のくれる豪華な弁当に釣られている模様で、恨みに思わず率先して世話を焼く。
正義感は強いが、いささか空回り気味。反面、小五郎や主水に肩を持ち、奉行所に殺しの事実をもみ消した権力者の永井を疑うなど、良識的な一面も持ち合わせる（第8話）。
最終話で、彼が第21話から登場した神出鬼没に現れる鬼面集団「ニセ仕事人」の頭目であったことが判明する。志を同じくする仲間らと「仕事人」として、加納肥後守の屋敷に乗り込むが、加納家の用心棒らに斬られ、同じく乗り込んだ小五郎の眼前で絶命する。
死ぬ間際に、自分も世にはびこる悪人を成敗したかったことを激白する。思うに任せぬ役人の仕事には嫌気が差したのだと語って息絶えた伝七だが、その懐中には十手が忍ばせてあった。そこまでの起因となったのは、第20話での貴恵との出会いとその死であるが、最終話で、そのことが語られることはなかった。
番太の半次（ばんたのはんじ）
演 - 平野貴大
主水の勤務する番屋で下働きしている番太。主水の愚痴や八つ当たりに、いつも付き合わされている。
渡辺こう
演 - 野際陽子
小五郎の姑。説教が多く、婿に対して過保護的で、小五郎を辟易させている。夜の営みが皆無で、子作りに消極的な小五郎には手厳しい。
渡辺ふく
演 - 中越典子
小五郎の妻。豪華な朝食や弁当を用意し夫に尽くす良妻だが、夜は積極的に子作りをせがみ、小五郎を閉口させる。なお、二人の名前を並べると「こうふく（幸福）」となる。
中村せん
演 - 菅井きん
主水の姑。あいかわらず、婿養子の主水をいびる。近所の奥様方を集め、自宅で料理教室を開いている。
世間体を気にするあまり、近所に対しては婿を大切に扱っているように吹聴しているが、自身番に回された主水には失望している。
登場は新春スペシャルのみ。演じる菅井は再登板することなく2018年8月10日に死去したため、本作が最後の出演となった。
中村りつ
演 - 白木万理
主水の妻。あいかわらず、婿養子である夫の主水をいびる。せんと一緒に料理教室を開く。登場は新春スペシャルと最終話の2回のみ。
最終話の登場シーンはエンディングテーマの後であったため、クレジットの方が本人の登場より先に流れた。
作太郎（さくたろう）
演 - 前田航基（まえだまえだ）
源太の亡き恋人・薫の遺児。しっかり者で、母の遺した小料理屋を源太とともに切り盛りしている。源太とは血の繋がりはないが、実の父親以上の思いを抱いている。
お富が源太の母親でないことをいち早く見抜き、小料理屋で稼いだ銭を全て差出し、源太を守ってほしいと三番筋で依頼したが、結果的にその依頼が元で、源太を失ってしまう。
源太の火葬には小五郎や主水らとともに立ち会ったが、その後は登場しないため消息は不明。

### ゲスト

#### 新春スペシャル
- 権堂伊左衛門 - 沢村一樹
- 恵比寿屋善兵衛 - 竜雷太
- 与平 - 前田吟
- 又蔵 - なべおさみ
- 芳之助 - 田中要次
- 銀五郎 - 丹古母鬼馬二
- 平吉 - 山田吾一
- 伊勢屋 - 萩原流行
- 弥三郎 - 松田洋治
- 増吉（回想） - 団時朗
- トネ - 宮田圭子
- ハツ - 和泉敬子
- ツネ - 棟里佳
- 徳次 - 三角八朗

#### 連続ドラマ
第1話 「一刀両断」
- 直助＜信次＞ - 中村俊介
- お絹 - 小林涼子
- 駿河屋仁吉 - 山田辰夫
- 次郎 - 荒木宏文
- ブ男客1 - 藤井隆
- ブ男客2 - 陣内智則
- 野崎吉右衛門 - 田宮五郎
- 鬼丸 - 工藤俊作
- 直助の手下 - 野仲イサオ
- お佐代 - 町田マリー

第2話 「厚顔無恥」
- 佐藤みち - 賀来千香子
- 佐藤数馬 - 忍成修吾
- 笠原監物 - 目黒祐樹
- 笠原太平 - 浜田学
- 加治田文蔵 - 尾上松也
- 松村金八 - 仲野毅

第3話 「偽装詐欺」
- 平吉 - 吹越満
- お静 - 清水美沙
- 桐野半兵衛 - 谷口高史
- 鶴屋忠左衛門 - 西田健
- 佐久間銀次郎 - 稲健二
- 吾介 - 本城丸裕

第4話 「薬物地獄」
- 安川新吾 - 市川亀治郎
- 杉内久左衛門 - 石倉三郎
- 望月十郎 - 梨本謙次郎
- 平内 - 中西良太
- 塚田軍兵衛 - 入江毅
- 入船の嘉助 - 有川博
- 米七 - 市瀬秀和

第5話 「因果応報」
- 正円 - 平幹二朗
- 棟方宗兵衛 - 堤大二郎
- 佐平 - 徳井優
- 松木屋 - 谷本一
- 田上重太郎 - 藤田宗久
- 茂兵衛 - 伊庭剛
- 仁吉 - 細川純一
- 耕太 - 小杉彩人
- お千代 - 松本梨菜

第6話 「夫殺し」
- 伊勢崎藤五郎 - 西村和彦
- 初枝 - 田中美里
- 百瀬清水 - 篠井英介
- 隆玄 - 岩崎ひろし
- 作治 - 篠塚勝
- 喜兵衛 - 樋浦勉

第7話 「金が仇」
- 藤戸又兵衛 - 渡辺いっけい
- 江上屋芳太郎 - 津田寛治
- 勘六 - 中原丈雄
- 香坂仁兵衛 - 福本清三
- 高田久蔵 - 西村匡生
- 鳶頭の政五郎 - 峰蘭太郎
- 信乃 - 渡辺梓
- 酔客 - 海原はるか

第8話 「一発勝負」
- 嘉助＜受け取りの吉蔵＞ - 長門裕之
- 富吉＜弁天の吉蔵＞ - 神保悟志
- えん - 遠野凪子
- 永井又五郎 - 石田太郎
- 伊佐次 - 樋口浩二
- 沖田庄右衛門 - 安部潮
- 大黒屋 - 田中弘史
- 伝兵衛 - 下元年世

第9話 「怪物親」
- 椿伊織 - 池内博之
- きぬ - 遠藤久美子
- 畠中伊右衛門 - 田中健
- 牧山有三 - 下総源太郎
- 島田儀一 - 井之上淳
- 高田トヨ - 元井須美子
- 佐々井玄也 - 綾田俊樹
- 畠中修吾 - 小阪風真
- 了雲 - 田中勲

第10話 「鬼の末路」
- 小山内儀助 - 荒川良々
- 小山内セツ - 池上季実子
- 乙部松右衛門 - 平泉成
- 喜平 - 内山信二
- 留吉（第11話冒頭にも登場） - 大富士

第11話 「仕事人、死す!!」
- お富 - 浅野ゆう子
- 末吉 - 岡本光太郎
- 以蔵 - 菅田俊

第12話 「冤罪」
- 矢部甲斐守忠孝 - 小林稔侍
- 長田清兵衛 - 松村雄基
- さと - 渋谷琴乃
- 遠野兵衛門 - 片桐竜次
- 西山右近 - 上杉祥三
- 永井為蔵＜石川六右衛門＞ - 本田博太郎

第13話 「給付金VS新仕事人」
- 伊助 - 浅利陽介
- 松蔵 - 石丸謙二郎
- なつ - 森田彩華
- 田島民部 - 勝部演之
- 南村彦左衛門 - 楠年明
- 熊五郎 - 壇臣幸
- - 野口貴史
- - 川崎あかね

第14話 「武士の異常愛」
- おゆう - 井上和香
- おかね - 烏丸せつこ
- 森岡安之進 - 山口馬木也
- 聖天の権三 - 谷口高史
- 鮫七 - 岩佐好益
- 三次 - 山本竜二

第15話 「昔の女」
- おゆき - 伊藤裕子
- 藤一郎 - 田中実
- おしん - 絵沢萌子
- お佐枝 - 宮本真希
- 清蔵 - 手塚秀彰
- 卯之助 - 真勝國之
- 多吉 - 大石昭弘
- 喜兵衛 - 芝本正
- 藤兵衛 - 田畑猛雄
- - 坂本真衣

第16話 「食品偽装」
- 志乃 - 貫地谷しほり
- 道玄 - 大杉漣
- 池辺四郎 - 崎本大海
- 佐吉 - 尾上寛之
- 次郎兵衛 - 佐藤二朗
- 渋沢九十郎 - 天宮良
- 女の客 - 竹内都子

第17話 「ゴミ屋敷」
- あやめ - 加賀まりこ
- 土蜘蛛の十兵衛 - 綿引勝彦
- 大槻玄太夫 - 立川三貴
- 八重 - 松岡由美
- 雅蔵 - 竹嶋康成
- 老婆 - 雪代敬子
- 老人 - 結城市朗
- - 山内秀一
- - 松村康世

第18話 「的は婿殿」
- 藤野左兵衛 - 哀川翔
- お春 - 柳生みゆ
- お志津 - 宮地真緒
- 富江 - 北原佐和子
- 薮田又蔵 - 下元年世
- 北村喜兵衛 - 須藤雅宏

第19話 「玉の輿」
- お鈴 - 原田佳奈
- おみつ - 小島聖
- 備前屋宗右衛門 - 大和田伸也
- 喜助 - 蟹江一平
- 又右衛門 - 加藤正記
- 久蔵 - 四方堂亘
- 儀平 - 志賀圭二郎
- - 南誉士広

第20話 「女の一分」
- 尾山田貴恵 - 原田夏希
- 津田兵馬 - 姜暢雄
- 花田宗重 - 原田大二郎
- ぬい - 芦川よしみ
- 出羽屋藤右衛門 - 大河内浩
- 中野兵庫 - 平山祐介
- 横峰右京太夫 - 伊庭剛
- 尾山田半兵衛 - 峰蘭太郎

第21話 「最終章〜仕事人狩り!」
- 雨宮騏一郎 - 勝野洋
- 杉浦又兵衛 - 宮川一朗太
- 日村早雲 - 鷲生功
- 伊能玄十郎 - 國本鐘建
- きよ - 若村麻由美（最終話にも出演）
- 松坂伊勢守忠宗 - 神山繁（最終話にも出演）
- 加納肥後守実守 - 杉本哲太（最終話にも出演）

第22話 「最後の大仕事!!」
- 桐ノ屋朝経 - 寺田農
- 巳ノ助 - 火野正平

## 殺し技
渡辺小五郎
剣の達人であり、大刀で悪人を斬り倒す。無抵抗の者もいれば、刀同士の対峙でも大刀を用い、容赦なく一刀両断する。
剣技は迅速かつ豪快で、序盤の殺陣は最初に剣豪、下忍一味を一対多の大立ち回りでも発揮し、片付ける役回りも多かった。
BGM『裁きの刻』に乗せて、殺しを行う（第1 - 10、12 - 20話）。第5、17話は『必殺!』、第15話は同じく必殺仕掛人の『出陣のテーマ』も合わせて使用。第11話は『必殺!』のみ。第21話は『東海道五十三次殺し旅』。最終回は『必殺!』、『仕置のテーマ』を使用。
経師屋の涼次
悪人の背後に回り、仕込み筆から抜き出した長い錐を相手の背中から深く突き刺し、心臓まで到達させ、血を体内に噴出させる。藤枝梅安の針、念仏の鉄の骨外しで使用したレントゲン演出（本作ではCG）、村雨の大吉の心臓掴みの心音挿入を融合させた描写が特徴。
『2007』では毒を使う仕事人だったが、毒の入手先だった長崎の異人問屋が御上の手入れを受けたことにより、毒を入手できなくなったため、本作では殺し技を変更した。
レントゲンのシーンで左下に表示されているアルファベットと数字は、的となった人物の名前と撮影日が表示されている。
伝七が一度、筆の中蓋を確認した際に暗器を用いたが、同行した主水により錐が外されたために未遂、未使用に終わった。
BGM『闇夜に仕掛ける』に乗せて、殺しを行う。第15話は『今日を生きる』。最終回はサウンドトラック未収録の『想い出の糸車』アレンジが使用された。
からくり屋の源太
からくり人形を作動させ、悪人がそれに気を取られている隙に、筒に仕込んだ紐付きの蛇の玩具を、相手の首めがけて飛ばして絞殺する。手元で蛇の玩具を操作して、喉に突き立てて刺殺したり、吊るし技を使う場合もあった。
第10話では仕留め損ねた相手を門のつっかえ棒で何度も殴ったのち、庭石で撲殺した。
BGM『旅愁』に乗せて、殺しを行う。劇場用映画『必殺! ブラウン館の怪物たち』で、当初使われる予定が、結局未使用に終わった、旅愁のスローアレンジを使用。これは第29弾『必殺剣劇人』最終回で、すたすたの松坊主の殺しの際に使用された物と同様である。
第11話は『嘆きの詩』を使用。
仕立て屋の匳
仕立てに使う針と仕付け糸を投げて、悪人の首に絡ませ、絞殺する。
源太と同系の殺し技を使うが、源太が距離を取って絞殺していたのに対して、匳は格闘も織り交ぜた接近戦という違いがある。
イントロにアレンジを載せたBGM『夜霧を裂いて』に乗せて、殺しを行う。第14話のみ『闇夜に仕掛ける』を使用。その際、涼次と連携して、仕事を遂行した。
中村主水
悪人を油断させながら、一瞬の隙を付いて、脇差を相手の急所に刺す。
歴代『仕事人』シリーズ同様、BGM『仕事人から一言〜中村主水のテーマ』に乗せて、殺しを行う。第11話は『必殺!』、第17話は『夜を貫く』、第21話は『夜霧を裂いて』を使用。

## スタッフ
- 企画 - 山本晋也（朝日放送）、亀山慶二（テレビ朝日）
- 脚本 - 寺田敏雄、岡本さとる、前川洋一、森下直、後藤法子、瀧本智行、松下和惠
- 音楽 - 平尾昌晃
- 監督 - 石原興、原田徹、酒井信行、山下智彦、井上昌典
- 主題歌 - The SHIGOTONIN「鏡花水月」（ジャニーズ・エンタテイメント）[23]
- 語り - 春風亭小朝[24]
- 美術監督 - 西岡善信（映像京都）
- 撮影 - 藤原三郎
- 照明 - 林利夫
- 美術 - 犬塚進
- 録音 - 中路豊隆
- 殺陣 - 宇仁貫三
- 特技 - 宍戸大全軍団
- 特殊小道具 - 布目真爾
- 編集 - 園井弘一
- スクリプター - 野崎八重子
- VFX・技術協力 - IMAGICAウエスト
- 題字 - 糸見渓南
- OP人形浄瑠璃 - あわ工芸座、阿波人形浄瑠璃研究会青年座、徳島県立城北高等学校民芸部
- チーフ プロデューサー - 森山浩一（朝日放送）
- プロデューサー - 内山聖子（テレビ朝日）、柴田聡（朝日放送）、山川秀樹（テレビ朝日）、武田功・三好英明（松竹）
- プロデューサー補 - 岸岡孝治、飯田新、西原宗実、渡邊竜、高根澤淳
- 制作協力 - 松竹京都撮影所（現・松竹撮影所）
- 制作 - 朝日放送、テレビ朝日、松竹

## 放送日程

### 新春スペシャル
| 放送日       | 脚本     | 監督   | 関東地区 | 関西地区 |
| ------------ | -------- | ------ | -------- | -------- |
| 2009年1月4日 | 寺田敏雄 | 石原興 | 18.6%    | 25.8%    |

### 連続ドラマ
- 「サブタイトル」の項目に記載されたものは公式サイトで公開された各話タイトルであり、放送時のタイトルバックには「第○話」とのみ表記される。
- 第10 - 12、21、22話は前後編のストーリーとなっている。
- 第11話は15分拡大（21:00 - 22:09）。
- 1月30日はテレビ朝日開局50周年記念番組『50時間テレビ』（2009年1月30日 - 2月8日）の第一夜『ミュージックステーションスペシャル』（19:00 - 21:48）の放送のため休止。
- 2月6日放送の第4話は『50時間テレビ』内の番組として放送。

| 話                                                                    | 放送日        | サブタイトル        | 脚本       | 監督     | 関東地区 | 関西地区 |
| --------------------------------------------------------------------- | ------------- | ------------------- | ---------- | -------- | -------- | -------- |
| 第1話                                                                 | 2009年1月09日 | 一刀両断            | 寺田敏雄   | 石原興   | 14.7%    | 21.9%    |
| 第2話                                                                 | 2009年1月16日 | 厚顔無恥            | 岡本さとる | 原田徹   | 11.4%    | 18.0%    |
| 第3話                                                                 | 2009年1月23日 | 偽装詐欺            | 前川洋一   | 原田徹   | 11.9%    | 19.8%    |
| 第4話                                                                 | 2009年2月06日 | 薬物地獄            | 岡本さとる | 石原興   | 10.9%    | 15.5%    |
| 第5話                                                                 | 2009年2月13日 | 因果応報            | 前川洋一   | 酒井信行 | 12.5%    | 19.8%    |
| 第6話                                                                 | 2009年2月20日 | 夫殺し              | 森下直     | 山下智彦 | 12.7%    | 19.9%    |
| 第7話                                                                 | 2009年2月27日 | 金が仇              | 岡本さとる | 原田徹   | 12.8%    | 17.5%    |
| 第8話                                                                 | 2009年3月06日 | 一発勝負            | 森下直     | 酒井信行 | 13.1%    | 16.6%    |
| 第9話                                                                 | 2009年3月13日 | 怪物親              | 後藤法子   | 山下智彦 | 13.7%    | 16.4%    |
| 第10話                                                                | 2009年3月20日 | 鬼の末路            | 寺田敏雄   | 石原興   | 09.6%    | 13.8%    |
| 第11話                                                                | 2009年4月10日 | 仕事人、死す!!      | 寺田敏雄   | 石原興   | 10.4%    | 13.8%    |
| 第12話                                                                | 2009年4月17日 | 冤罪                | 瀧本智行   | 酒井信行 | 10.0%    | 11.7%    |
| 第13話                                                                | 2009年4月24日 | 給付金VS新仕事人    | 森下直     | 石原興   | 12.7%    | 18.1%    |
| 第14話                                                                | 2009年5月01日 | 武士の異常愛        | 岡本さとる | 原田徹   | 10.3%    | 14.7%    |
| 第15話                                                                | 2009年5月08日 | 昔の女              | 前川洋一   | 石原興   | 10.8%    | 12.7%    |
| 第16話                                                                | 2009年5月15日 | 食品偽装            | 森下直     | 井上昌典 | 12.8%    | 15.8%    |
| 第17話                                                                | 2009年5月22日 | ゴミ屋敷            | 森下直     | 酒井信行 | 11.6%    | 16.0%    |
| 第18話                                                                | 2009年5月29日 | 的は婿殿            | 岡本さとる | 井上昌典 | 11.9%    | 13.4%    |
| 第19話                                                                | 2009年6月05日 | 玉の輿              | 瀧本智行   | 山下智彦 | 09.6%    | 13.2%    |
| 第20話                                                                | 2009年6月12日 | 女の一分            | 森下直     | 原田徹   | 09.4%    | 13.0%    |
| 第21話                                                                | 2009年6月19日 | 最終章〜仕事人狩り! | 寺田敏雄   | 石原興   | 11.3%    | 16.0%    |
| 第22話                                                                | 2009年6月26日 | 最後の大仕事!!      | 寺田敏雄   | 石原興   | 13.9%    | 18.3%    |
| 平均視聴率 11.7%（関東）、16.2%（関西）（視聴率はビデオリサーチ調べ） |               |                     |            |          |          |          |

## ネット局
| 放送対象地域   | 放送局           | 系列           | 放送日時・期間・時間        | 放送日時・期間・時間                                          |
| 放送対象地域   | 放送局           | 系列           | スペシャル                  | レギュラー                                                    |
| -------------- | ---------------- | -------------- | --------------------------- | ------------------------------------------------------------- |
| 近畿広域圏     | 朝日放送         | テレビ朝日系列 | 2009年1月4日 21:00 - 23:09  | 2009年1月9日 - 6月26日 金曜21:00 - 21:54                      |
| 関東広域圏     | テレビ朝日       | テレビ朝日系列 | 2009年1月4日 21:00 - 23:09  | 2009年1月9日 - 6月26日 金曜21:00 - 21:54                      |
| 北海道         | 北海道テレビ     | テレビ朝日系列 | 2009年1月4日 21:00 - 23:09  | 2009年1月9日 - 6月26日 金曜21:00 - 21:54                      |
| 青森県         | 青森朝日放送     | テレビ朝日系列 | 2009年1月4日 21:00 - 23:09  | 2009年1月9日 - 6月26日 金曜21:00 - 21:54                      |
| 岩手県         | 岩手朝日テレビ   | テレビ朝日系列 | 2009年1月4日 21:00 - 23:09  | 2009年1月9日 - 6月26日 金曜21:00 - 21:54                      |
| 宮城県         | 東日本放送       | テレビ朝日系列 | 2009年1月4日 21:00 - 23:09  | 2009年1月9日 - 6月26日 金曜21:00 - 21:54                      |
| 秋田県         | 秋田朝日放送     | テレビ朝日系列 | 2009年1月4日 21:00 - 23:09  | 2009年1月9日 - 6月26日 金曜21:00 - 21:54                      |
| 山形県         | 山形テレビ       | テレビ朝日系列 | 2009年1月4日 21:00 - 23:09  | 2009年1月9日 - 6月26日 金曜21:00 - 21:54                      |
| 福島県         | 福島放送         | テレビ朝日系列 | 2009年1月4日 21:00 - 23:09  | 2009年1月9日 - 6月26日 金曜21:00 - 21:54                      |
| 新潟県         | 新潟テレビ21     | テレビ朝日系列 | 2009年1月4日 21:00 - 23:09  | 2009年1月9日 - 6月26日 金曜21:00 - 21:54                      |
| 長野県         | 長野朝日放送     | テレビ朝日系列 | 2009年1月4日 21:00 - 23:09  | 2009年1月9日 - 6月26日 金曜21:00 - 21:54                      |
| 静岡県         | 静岡朝日テレビ   | テレビ朝日系列 | 2009年1月4日 21:00 - 23:09  | 2009年1月9日 - 6月26日 金曜21:00 - 21:54                      |
| 石川県         | 北陸朝日放送     | テレビ朝日系列 | 2009年1月4日 21:00 - 23:09  | 2009年1月9日 - 6月26日 金曜21:00 - 21:54                      |
| 中京広域圏     | メ〜テレ         | テレビ朝日系列 | 2009年1月4日 21:00 - 23:09  | 2009年1月9日 - 6月26日 金曜21:00 - 21:54                      |
| 広島県         | 広島ホームテレビ | テレビ朝日系列 | 2009年1月4日 21:00 - 23:09  | 2009年1月9日 - 6月26日 金曜21:00 - 21:54                      |
| 山口県         | 山口朝日放送     | テレビ朝日系列 | 2009年1月4日 21:00 - 23:09  | 2009年1月9日 - 6月26日 金曜21:00 - 21:54                      |
| 岡山県・香川県 | 瀬戸内海放送     | テレビ朝日系列 | 2009年1月4日 21:00 - 23:09  | 2009年1月9日 - 6月26日 金曜21:00 - 21:54                      |
| 愛媛県         | 愛媛朝日テレビ   | テレビ朝日系列 | 2009年1月4日 21:00 - 23:09  | 2009年1月9日 - 6月26日 金曜21:00 - 21:54                      |
| 福岡県         | 九州朝日放送     | テレビ朝日系列 | 2009年1月4日 21:00 - 23:09  | 2009年1月9日 - 6月26日 金曜21:00 - 21:54                      |
| 長崎県         | 長崎文化放送     | テレビ朝日系列 | 2009年1月4日 21:00 - 23:09  | 2009年1月9日 - 6月26日 金曜21:00 - 21:54                      |
| 熊本県         | 熊本朝日放送     | テレビ朝日系列 | 2009年1月4日 21:00 - 23:09  | 2009年1月9日 - 6月26日 金曜21:00 - 21:54                      |
| 大分県         | 大分朝日放送     | テレビ朝日系列 | 2009年1月4日 21:00 - 23:09  | 2009年1月9日 - 6月26日 金曜21:00 - 21:54                      |
| 鹿児島県       | 鹿児島放送       | テレビ朝日系列 | 2009年1月4日 21:00 - 23:09  | 2009年1月9日 - 6月26日 金曜21:00 - 21:54                      |
| 沖縄県         | 琉球朝日放送     | テレビ朝日系列 | 2009年1月4日 21:00 - 23:09  | 2009年1月9日 - 6月26日 金曜21:00 - 21:54                      |
| 富山県         | 富山テレビ       | フジテレビ系列 | 2009年1月17日 14:55 - 17:05 | 2009年8月6日 - 8月20日（第1 - 10話） 月曜 - 金曜15:35 - 16:29 |
| 福井県         | 福井テレビ       | フジテレビ系列 | 2009年6月27日 13:00 - 14:58 | 2009年6月22日 - 7月3日（第1 - 10話） 月曜-金曜14:05 - 14:55   |
| 鳥取県・島根県 | 山陰放送         | TBS系列        | 不明                        | 2009年7月2日 - 木曜25:00 - 25:55                              |

テレビ高知（TBS系列）では、4月より水曜20時台で放送する予定で調整中とされていたが、実際の編成では同じくテレビ朝日制作の『クイズプレゼンバラエティー Qさま!!』を当該枠へ移動することになったため、高知県内での放送は不明。宮崎県では宮崎放送（TBS系列）で、16:53 - 17:50に放送された。
この他に、アメリカ合衆国、カナダ、プエルトリコを放送地域とするNHK国際放送テレビジャパンが2009年10月7日から、毎週水曜22:00 - （EDT）、19:00 - （PDT）、16:00 - （HST）（夏時間終了となる11月以降、EST22:17 - 、PST19:17 - 、HST17:17 - に変更）放送中。